# Ayna TV
 (mai 2025).
Si vous disposez d'ouvrages ou d'articles de référence ou si vous connaissez des sites web de qualité traitant du thème abordé ici, merci de compléter l'article en donnant les références utiles à sa vérifiabilité et en les liant à la section « Notes et références ».
Ayna TV (en dari : تلویزیون آینه ) est une chaîne de télévision privée afghane. Son nom signifie « miroir ». Émettant sur le réseau hertzien de la province de Djôzdjân et de Balkh, elle a commencé à diffuser ses émissions en 2004 depuis des studios installés à Mazar-e-Charif. 
La chaîne est la propriété du général Abdul Rachid Dostom. Outre des émissions à caractère généraliste ou informatif, elle diffuse des émissions politiques et de la propagande pour le parti que dirige le général Dostom, le Jumbish-e-Melli Islami Afghanistan.
Ayna TV est l'une des rares chaînes afghanes à diffuser des programmes en quatre langues : outre le dari et le pachto, les deux langues officielles du pays, elle diffuse en effet de nombreux programmes en ouzbek et en turkmène. Cette particularité s'explique par la forte présence de locuteurs de ces deux langues dans les provinces du nord de l'Afghanistan.
En février 2022, Ayna TV est suspendu.

## Crédit de traduction
- (en) Cet article est partiellement ou en totalité issu de l’article de Wikipédia en anglais intitulé « Ayna TV » (voir la liste des auteurs).